# Kaple svatého Václava a svaté Anežky České (Šošůvka)
Kaple svatého Václava a svaté Anežky České v Šošůvce je římskokatolická kaple zasvěcená sv. Václavu a sv. Anežce České.

## Historie

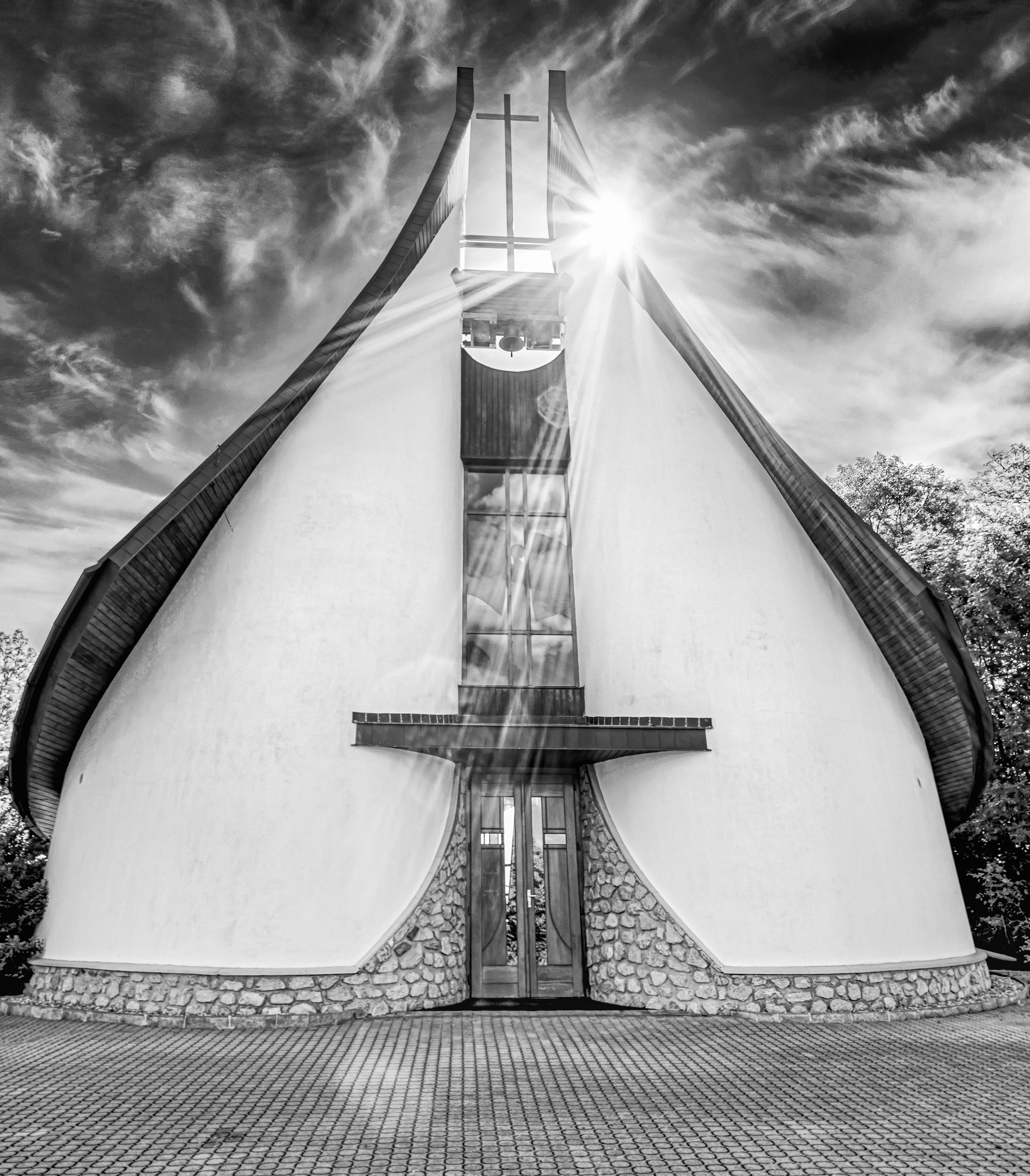
Pohled na kapli zepředu

Původně stávala v obci zvonička, která byla roku 1942 pro svůj havarijní stav zbořena. Již od 70. let 20. století byly snahy vybudovat v obci obřadní síň, nebo kapli, která by byla využívaná i k tomuto účelu. Roku 2000 vzniklo občanské sdružení Šošůvská kaple, jež mělo za cíl naplánovat a zrealizovat stavbu kaple. Stavba kaple v moderním stylu proběhla v letech 2001–2002. Autorkou zvoleného návrhu stavby byla architektka Monika Sirná. Kaple byla slavnostně vysvěcena v září roku 2002 generálním vikářem diecéze brněnské Mons. Jiřím Mikuláškem.

## Vybavení
Ve svrchní části kaple je zavěšen zvon o váze 91 kg, pojmenovaný po sv. Ludmile. V kněžišti je umístěn oltář, ambon a velký kříž z čirého řezaného skla, vše od umělce Valéra Kováče. Na stěně jsou zavěšeny obrazy obou patronů kostela, jejichž autorem je malíř Jaroslav Šerých. Součástí kaple je také místnost s toaletami. Mezi další vybavení zde patří lavice.

## Exteriér
Kaple stojí na kraji obce v těsném sousedství místního hřbitova. Poblíž se nacházejí zbytky základů větrného mlýna holandského typu, zvaného Větrák. Nedaleko při polní cestě stojí dřevěný kříž s kamenným podstavcem z roku 2014. Vedle kaple je veřejné parkoviště, určené návštěvníkům hřbitova.

## Galerie

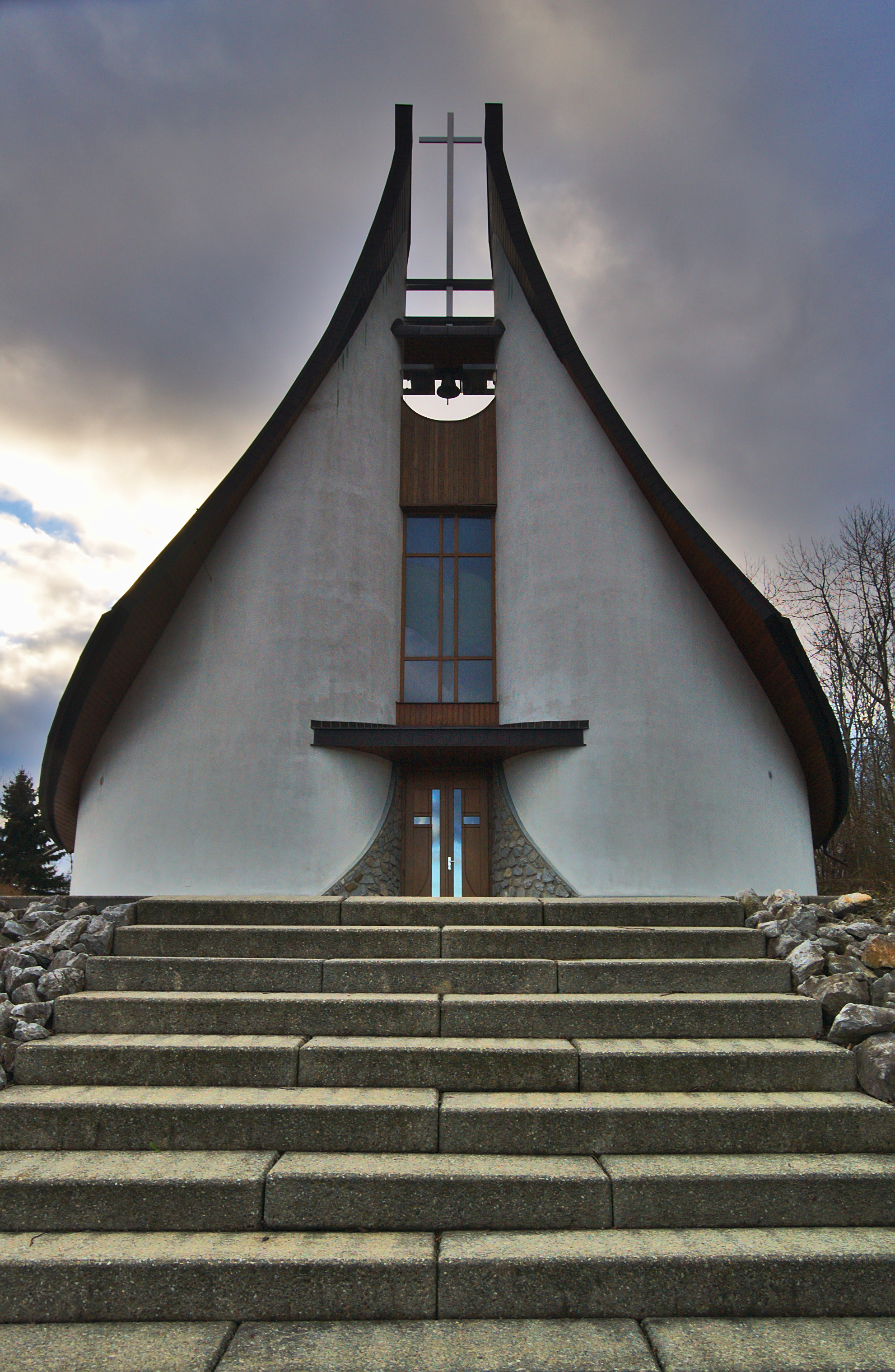
Pohled na kapli zepředu
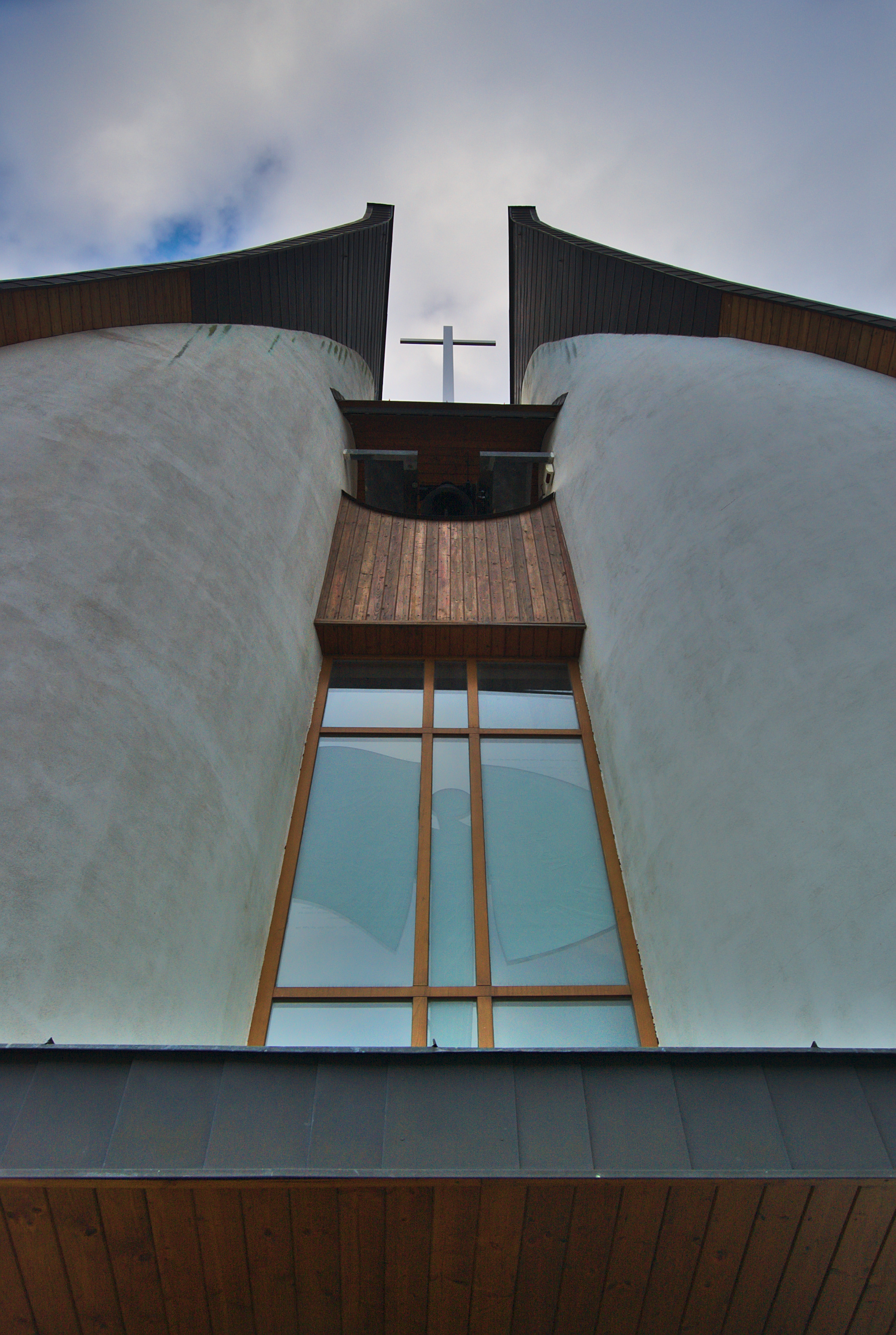
Detail přední části kaple
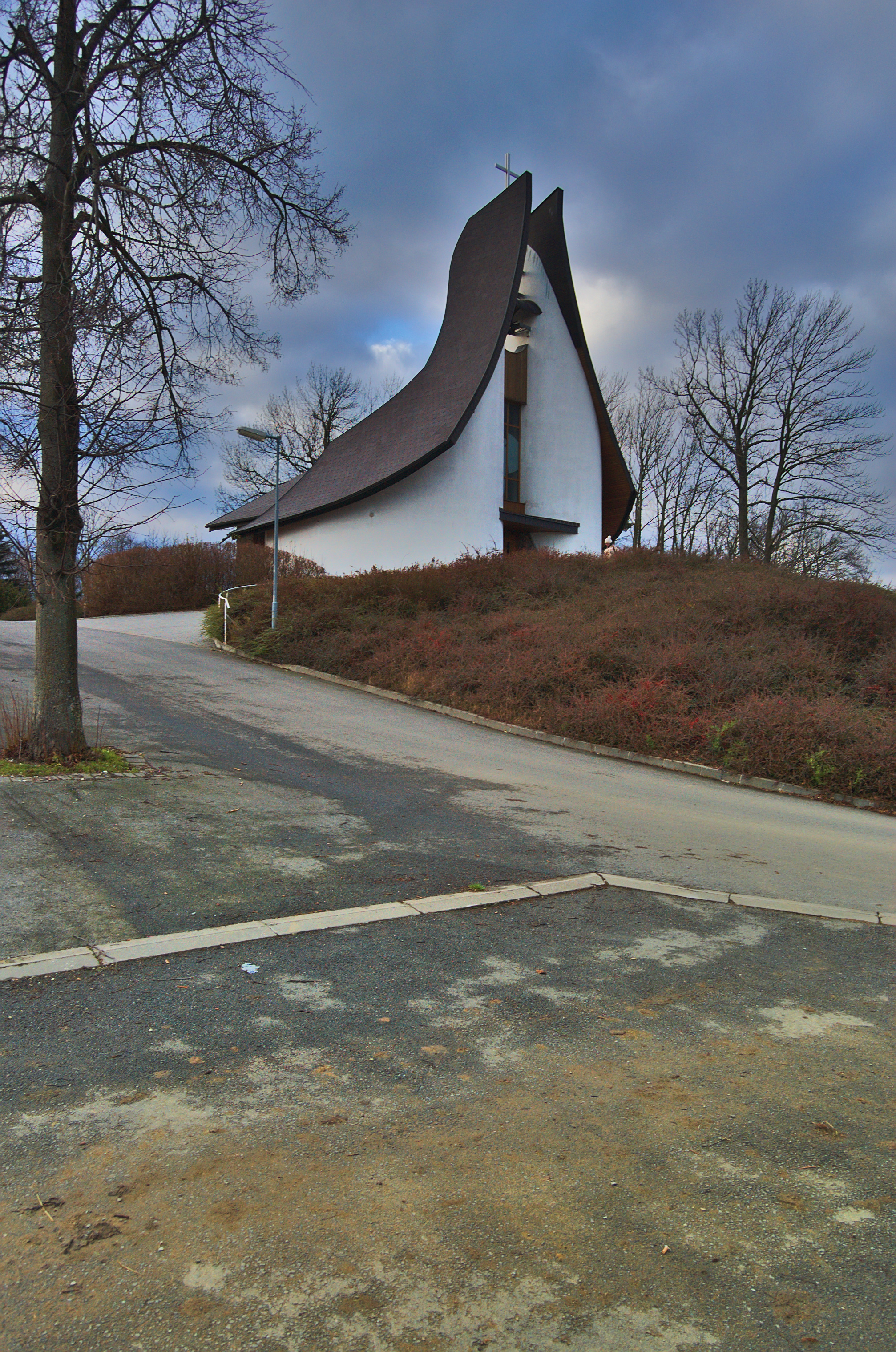
Pohled na kapli
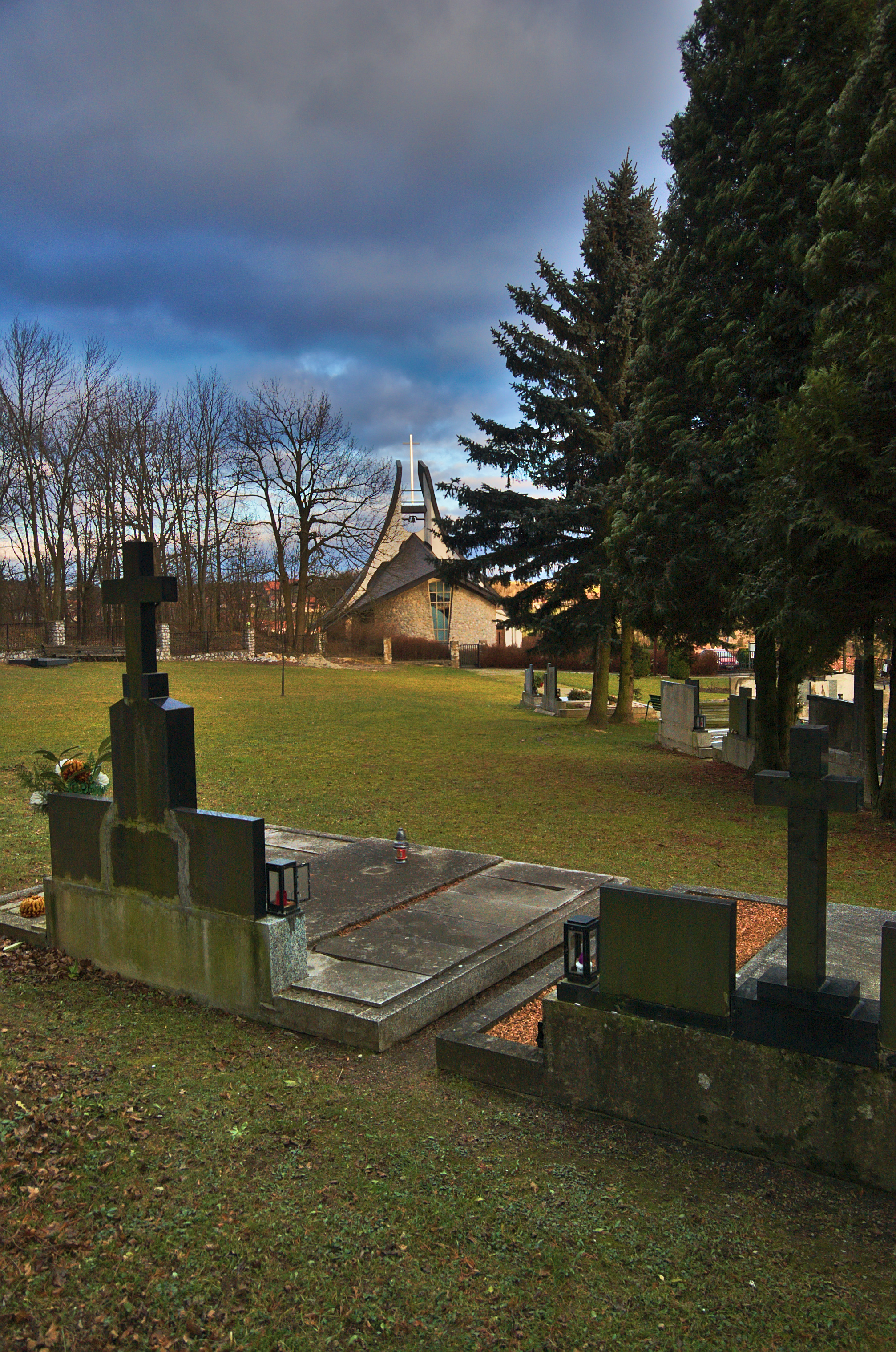
Pohled na kapli zezadu od hřbitova
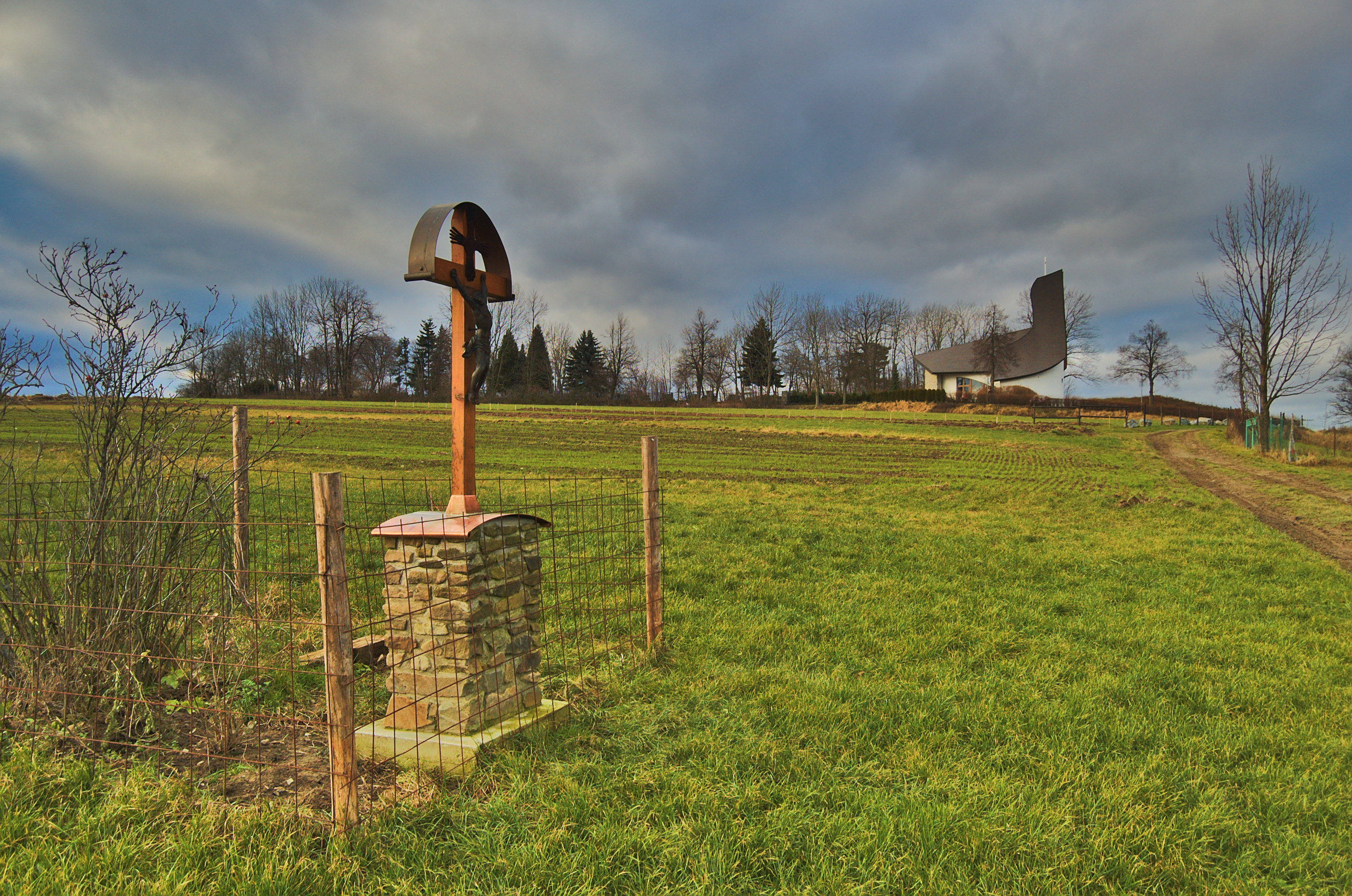
Dřevěný kříž, stojící nedaleko kaple
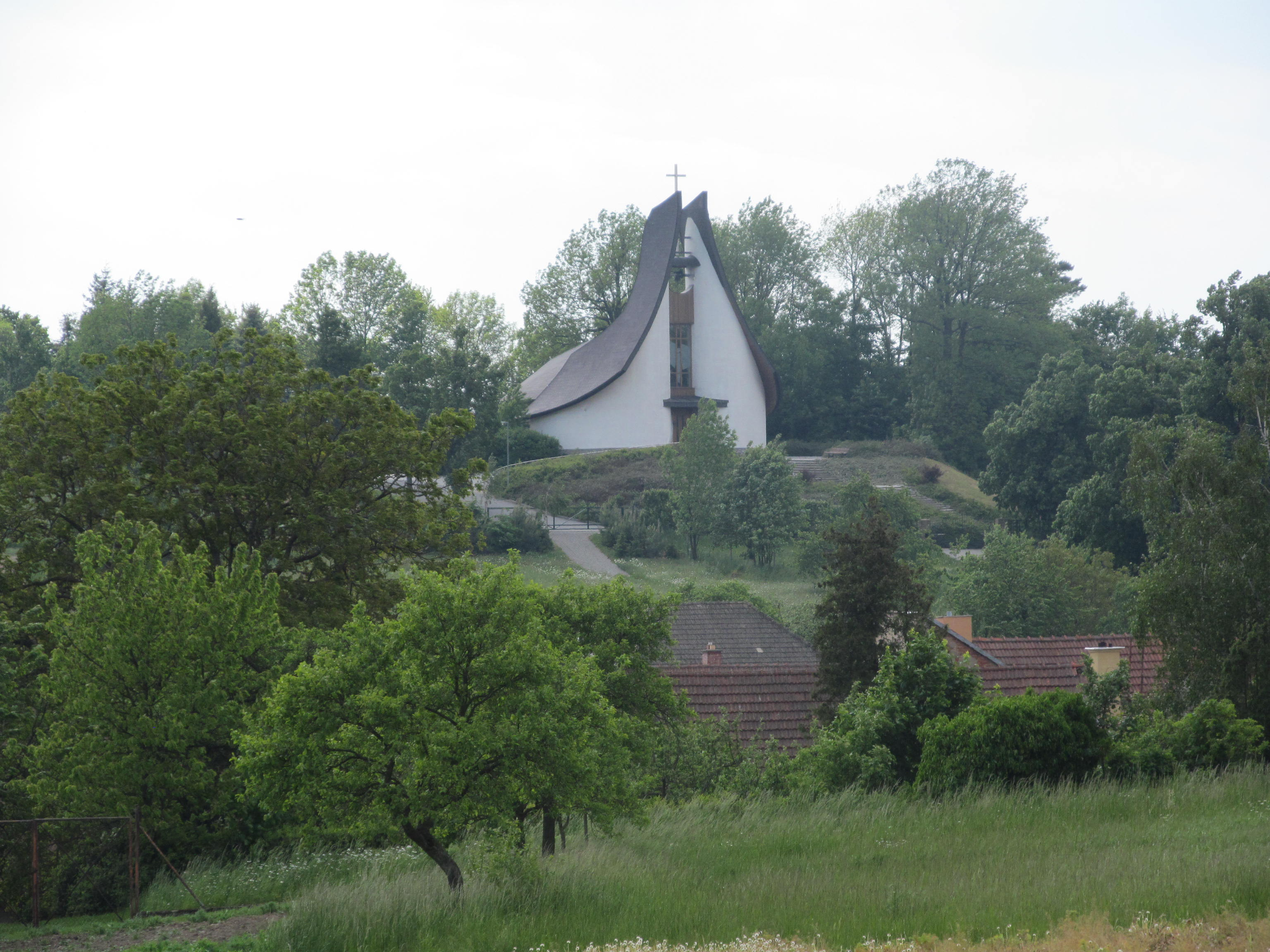
Pohled na kapli zdálky